# 九龍巴士85M線
九龍巴士85M線是香港營運的一條日間巴士路線，循環行走錦英苑及黃大仙之間。

## 歷史
- 1992年3月1日：路線投入服務，以便同85C於平日繁忙時間一併兼顧原有89C的黃大仙乘客。
- 1993年1月28日：路線改經馬鞍山段的西沙路。
- 1995年3月16日：路線增派空調巴士行走。
- 1998年2月5日：路線改為全空調服務。[2]
- 2015年9月5日：增設到站時間預報。[3]
- 2024年1月6日：往黃大仙方向不再繞經新蒲崗公共交通總站，改經彩虹道「四美街」巴士站。[4]
- 2024年6月16日：來回方向於馬鞍山路近錦駿苑增設中途站。[5][6]

## 服務時間及班次
| 錦英苑開         | 錦英苑開    | 錦英苑開     |
| 日期             | 服務時間    | 班次（分鐘） |
| ---------------- | ----------- | ------------ |
| 星期一至五       | 05:30-08:30 | 12-15        |
| 星期一至五       | 08:30-14:30 | 20           |
| 星期一至五       | 14:30-20:00 | 12-15        |
| 星期一至五       | 20:00-00:00 | 20           |
| 星期六           | 05:30-06:30 | 20           |
| 星期六           | 06:30-09:00 | 15           |
| 星期六           | 09:00-13:00 | 20           |
| 星期六           | 13:00-20:00 | 12-15        |
| 星期六           | 20:00-00:00 | 20           |
| 星期日及公眾假期 | 05:30-08:30 | 20           |
| 星期日及公眾假期 | 08:30-13:30 | 15           |
| 星期日及公眾假期 | 13:30-14:30 | 20           |
| 星期日及公眾假期 | 14:30-21:30 | 15           |
| 星期日及公眾假期 | 21:30-00:00 | 25           |

## 收費
全程：$8.6
- 過大老山隧道後往錦英苑：$7.1
- 富安花園往錦英苑：$4.8

| - 本線設有12歲以下小童及65歲或以上長者半價優惠。 - 65歲或以上香港居民使用「樂悠咭」，以及12歲以下合資格殘疾兒童使用「殘疾人士身份」個人八達通繳付車資，均可享有每程$2.0或半價（以較低者為準）的票價優惠；12至64歲合資格殘疾人士使用「殘疾人士身份」個人八達通（包括「樂悠咭」），以及60至64歲香港居民使用「樂悠咭」繳付車資，均可享有每程$2.0或全費（以較低者為準）的票價優惠。 - 65歲或以上長者如使用長者或一般個人八達通繳付車資，則只可享有半價優惠；12至64歲合資格殘疾人士如不使用「殘疾人士身份」個人八達通，以及60至64歲人士如不使用「樂悠咭」繳付車資，必須繳付全費。 - 乘客可以現金或八達通於上車時付款，不設找續。 - 每位成人乘客可免費攜帶最多兩名4歲以下而不佔座位的兒童乘客乘車，超額之4歲以下小童必須繳付小童車費乘車。 - 持有「九巴月票」之乘客在車票有效期內，每日可享最多10程任何九龍巴士及龍運巴士路線（包括本路線，以及聯營路線的九龍巴士／龍運巴士提供的班次；惟乘搭機場「A」及「NA」線則可享原價二七折優惠（不會計算每天10次合資格車程））；而B1線則每日可享最多各2程（不會計算每天10次合資格車程）。 - 九龍巴士、城巴、龍運巴士及陽光巴士全職員工及家屬（不包括外判職員）可免費乘搭本路線，惟必須拍職員或職員家屬八達通。 - 乘客亦可透過多元化電子支付系統（e度嘟）繳付車資，包括使用非接觸式VISA卡、JCB卡、萬事達卡、銀聯卡、美國運通、大來國際、Discover Card、Apple Pay、Google Pay、Samsung Pay、AlipayHK「易乘碼」、支付寶、WeChatHK／微信支付「搭車碼」、銀聯雲閃付「乘車碼」及BOC Pay「乘車碼」。乘客使用此付款方式，使用此支付方式的乘客可享有中途下車之分段收費，以及與其他九巴／龍運獨營路線或聯營線九巴／龍運班次之轉乘優惠，惟不適用於與非九巴／龍運路線之轉乘優惠，亦不能享有「公共交通費用補貼計劃」及「長者及合資格殘疾人士公共交通票價優惠計劃」。 |

### 八達通轉乘優惠
乘客登上本線後150分鐘內以同一張八達通卡轉乘以下路線，或從以下路線登車後150分鐘內以同一張八達通卡轉乘本線，次程可獲車資折扣優惠：
85M←→277X或277E/P
- 85M往錦英苑 → 277X往聯和墟，總車資$14.8
- 85M往錦英苑 → 277E/P往天平邨，總車資$15.5
- 277X或277E/P往藍田站 → 85M往黃大仙，次程車資全免

85M←→其他九巴大老山隧道非過海路線，次程可獲$4.2優惠

## 使用車輛
最初派八十年代行走的利蘭珍寶/平頂寶巴士（D）行走，及後很快便以丹尼士祖比倫非空調巴士（N）為主帥，間中亦有利蘭勝利二型（G）支援當時的龐大客量。其後90年代則多以丹尼士巨龍11米非空調巴士（S3N）行駛。
1995年加入空調巴士行走，用車以利蘭奧林比安11米（AL）、富豪奧林比安11米（AV）為主。
直到2011年5月1日及5月25日起先後換入5部俗稱「超直巴士」的亞歷山大丹尼士Enviro 500 12米（ATE）低地台巴士，是沙田區M線中，首條有超直巴士作掛牌的路線。
現時路線使用9輛亞歷山大丹尼士Enviro 500 MMC12米（ATENU）巴士，均屬沙田車廠。
| 車隊編號 | 車牌   |
| -------- | ------ |
| ATENU43  | SD1377 |
| ATENU49  | SD4941 |
| ATENU89  | SF4471 |
| ATENU104 | SF5504 |
| ATENU246 | SL9106 |
| ATENU255 | SN9362 |
| ATENU268 | SP7812 |
| ATENU281 | SR9795 |
| ATENU293 | ST4967 |

## 行車路線
經：錦英路、西沙路、恆康街、馬鞍山路、恆德街、亞公角街、石門交匯處、大老山公路、大老山隧道、斧山道、迴旋處、斧山道天橋、彩虹道、沙田坳道、東頭村道、黃大仙巴士總站、沙田坳道、彩虹道、蒲崗村道、鳳德道、龍蟠街、鑽石山站公共運輸交匯處、龍蟠街、大磡道、大老山隧道、大老山公路、石門交匯處、亞公角街、恆信街、馬鞍山路、恆康街、西沙路及錦英路。

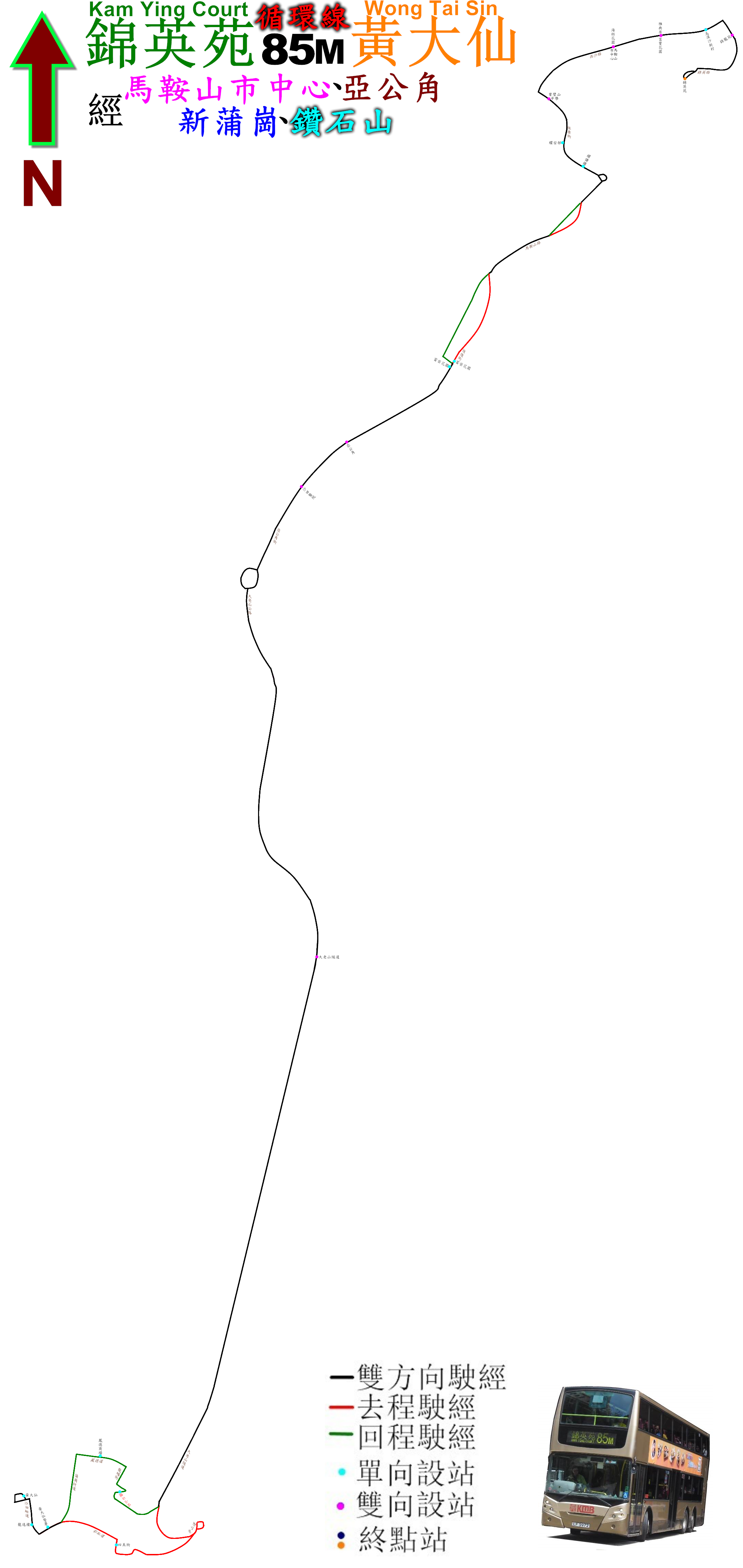
本線的走線圖

具體停站請參考資訊框

## 客量
1991至2006年間，九龍巴士先後開設多條經大老山隧道往九龍東和新界東的巴士路線，大大減輕觀塘及東鐵綫中轉站九龍塘站壓力，雖然馬鞍山綫通車，班次略為縮減，但由於往黃大仙須經大圍和九龍塘站轉車，本線顯得直接方便，使用率仍高企，為馬鞍山對外的主要路線之一。
2020年2月14日屯馬綫一期通車延伸至啟德後，往黃大仙只需於鑽石山站轉車，轉車次數減少。而往來鑽石山更可以不用轉車，縮短了來往馬鞍山往鑽石山、黃大仙的時間。但非繁忙時間需求不高，偶然會出現吉車遊街情況。